# 阿末法依扎·阿祖穆
拿督斯里阿末法依扎·阿祖穆（1970年6月10日—），绰号Peja，马来西亚政治人物，为土著团结党副主席及该党打扪区主席。他曾是打扪国会议员及霹雳州积莪营州议员，前霹雳州务大臣，也是前国民联盟青年及体育部部长。
阿末法依扎自2018年5月起，担任打扪国会议员和霹雳州议会的积莪营州议员，期间也是希望联盟霹雳州主席兼土团党霹雳州主席。他是马来西亚仅有的两届州务大臣之一，他曾在两个不同且对立的政治联盟州政府中执政。他自2018年5月起担任霹雳州第12任州务大臣，直至2020年3月因政治危机而政权垮台的希盟州政府中辞职。他随后在2020年3月开始执政的国盟州政府中恢复原职，继而担任霹雳州第13任州务大臣。之后在同年12月因霹雳州议会对他提出的不信任动议而辞职下台。
阿末法依扎曾于2021年8月担任马来西亚第8任首相慕尤丁的特别顾问11天。之后因国盟政权在2021年8月垮台后，他加入第9任首相依斯迈沙比里所领导内阁，并受委青年及体育部部长，直到2022年马来西亚大选辞去所有官职。

## 生平

### 个人生活和教育
阿末法依扎于1970年6月10日出生于霹雳州怡保。他的父亲Azumu Tak是巫统的资深成员，曾担任怡保巫统主任，于2016年因病逝世。母亲Zaliha Nordin共育有8个儿女，于2019年在家中病逝。阿末法依扎在家中兄弟姐妹中排名第7。他与诺丽艾斯金（Nomee Ashikin Mohammed Radzi）结婚并育有两个孩子。他的妻子的姐姐是前巫统成员诺丽阿诗林，为霹雳州议会的督亚冷塞卡州议员，后来因支持妹夫而被革除党籍成为独立议员。
他在怡保Cator Avenue学校接受小学教育，并在怡保安德森学校接受中学教育。之后他在澳大利亚伊迪斯科文大学攻读商业研究学位，但没有完成课程。2021年，他在马来西亚工艺大学完成一年的课程后获得政治学专业硕士学位。

### 政治生涯
阿末法依扎在2011年至2013年期间，从担任卫生部长廖中莱的特别事务官员而开始他的政治生涯。2013年到2016年期间，他成为吉打州务大臣慕克里·马哈迪的高级特别官员。他还曾在马来西亚通讯及多媒体部的特别事务局 （JASA）任职。然后在2016到2017年，他被任命为巫统怡保西区部青年团团长。
在2017年退出巫统后，阿末法依扎加入由马哈迪·莫哈末与慕尤丁同共领导的土著团结党。他于2017年8月被任命为霹雳州的希盟州主席和土团党州主席。
2018第14届全国大选中，阿末法依扎作为希盟和土团党的侯选人首次参加竞选，负责出阵P063打扪国会议席，他在三角战中以5,320票的多数票击败担任5届该议席的巫统成员阿末胡斯尼。此外，在霹雳州议会的选举中，他在N47积莪营州议席以39票的微弱优势赢得胜利。而他领导的霹雳州希盟在59个州席位中的拿下29席，未达到31席简单多数议席形成悬峙情况。之后在拉拢议员支持方面，希盟成功取得2名巫统议员的支持，以掌握31席多数议席夺下州政权。

### 霹雳州务大臣（2018一2020）
2018年5月12日，在希盟成功组建霹雳州政府后，阿末法依扎得到霹雳州苏丹端姑·纳兹林沙的委任，宣誓就任第12任霹雳州务大臣。任命仪式和宣誓仪式在霹雳州瓜拉江沙的依斯干达里亚宫殿举行。同年12月6日，霹雳州足球协会（PAFA）在怡保举行的特别大会中，一致推选阿末法依扎取代在11月8日辞职的Hasnul Zulkarnain Abd Munaim的主席职位。后者表示的辞职理由是他为足球的项目感到压力，希望专注于自己的业务。
2020年2月25日的政治危机中，阿末法依扎因为土团党退出希盟而面临辞职危机，但在等待马来西亚侯任首相期间，他表示仍然获得州议员的多数支持，并照常履行霹雳州务大臣的职责。而霹雳州土团党在退出希盟后并沒表态加入反对联盟，使霹雳州议会暂时以希盟的30席对巫伊联盟的28席，以及独立人士1席的情况引成悬峙议会。3月9日，阿末法依扎宣布带领包括1名从公正党跳槽的州议员和独立人士在内的4名州议员，与巫统及伊党组成的国民联盟，组织霹雳州新政府，希盟州政权随即瓦解。隔日，他再获取另外3名退出希盟的独立议员支持，使总支持议员达到35议席，他在前往霹雳州王宫觐见苏丹结束后，宣布辞去霹雳州务大臣一职，并将下一任霹雳州务大臣人选交给苏丹决定。苏丹端姑·纳兹林沙同意他取得多数议席的支持，再次任命他为霹雳州第13任州务大臣，并于2020年3月13日在霹雳州瓜拉江沙的依斯干达里亚王宫宣誓就职。
受到马哈迪·莫哈末派系成员在政治危机期间在国会内与反对党共座而被开除党籍的影响，土著团结党随后举行内部改选。阿末法依扎在提名竞选署名主席一职，在沒有对手的情况下不战而胜。
2020年12月4日，霹雳州巫统彭加兰峇鲁州议员阿都玛纳·哈希玛向霹雳州议会提交一项反对霹雳州务大臣的信任的动议，并在获得民主行动党与其它巫统州议员的响应和敦促下，霹雳州议会议长莫哈末扎希阿都卡立同意提早进行记名投票表决。阿末法依扎最终获得10票支持，48票反对，1票弃权，这导致他作为霹雳州务大臣已失去议会多数支持和执政权，成为有史以来首位被投不信任票下台的霹雳州务大臣。在委任新大臣人选之前，他被允许担任看守大臣。他在辞职后表示将继续领导土团党与巫统合作组建新的州政府，并坚持希望尽可能地保持国盟政府的政治联盟。
2021年1月21日，阿末法依扎宣布辞去霹雳州足球协会（PAFA）主席一职，即日生效。 他表示，自去年12月不再担任霹雳州务大臣之后，他很难获得资金来支付协会官员和球员的薪水。

### 国民联盟政府

#### 部长级特别顾问（11天）
2021年8月5日，阿末法依扎被首相慕尤丁任命为首相署的部长级特别顾问，负责社区事务、社区交流和社会经济发展。之后随着慕尤丁在8月16日黯然下台，他在上任只有短短11天就被辞去职位，成为有历以来最短任期的首相顾问。

#### 青年及体育部部长（2021-2022）
2021年8月27日起，阿末法依扎加入第9任首相依斯迈沙比里的内阁，受委青年及体育部部长。2022年10月，时任首相依斯迈沙比里领导的国阵与慕尤丁为首的国盟为提前举行第15届全国大选的立场产生分歧，迫便前者在10月10日突然宣布解散国会。阿末法依扎在国会解散后表示，他对于没有提前获知国会解散日期的决定感到失望。但他也表示接受这个决定，并呼吁人民继续实践民主议程，以结束自「喜来登行动」以来的政治不确定性。而在选举结束之前，阿末法依扎继续担任看守部长职务。
2022年马来西亚大选中，阿末法依扎负责捍卫的打扪国会议席面对来自人民公正党、巫统和斗士党的严峻挑战。其中以公正党候选人安华·依布拉欣最为注目，后者视当地是赢得中央及州政权的前线州。而阿末法依扎也态度坚决的放话，无论多大风浪都不会逃避，也无惧安华前来挑战。打扪也随即成为全国选举的焦点国会选区之一。而最终在悍卫该议席的4角战上，他不敌安华·依布拉欣而败阵。
2024年至2027年土团党选举中，土团党主席慕尤丁在7月为避免今届选举不会造成政党分裂，结合党选过程提出让土团党3个重要职位的过渡妥协的计划。阿末法依扎在这计划下选择让位给自2020年以来担任土团党总秘书的韩沙再努丁，改为转战土团党副主席职位，与另外5名候选人展开角逐。阿末法依扎表示，他参与竞选的目的是为了强化党内的团结，并不希望出现任何分裂。他也表示之所以选择竞选副主席职，是基于本身的考量，以便更专注为区部贡献，因他之前出任党全国署理主席时，将大部分时间、人力及金钱都耗在党中央。之后在11月4日选举结果中，他以赢得9,278票击败另外3名候选人成功当选。

## 轶事
尽管有部分媒体在阿末法依扎担任内阁部长时的个人简历上注明他是澳大利亚伊迪斯科文大学的工商学士，不过他承认实际上并没有完成有关课程。

## 争议

### 霹雳州换官车事件
2019年，霹雳州政府耗资约174万4000令吉购买16辆全新的丰田佳美(Toyota Camry 2.5L)新车，以取代前朝政府使用超过5年车龄的宝腾官车。当时官方给出的解释是为了节省维修费。不过阿末法依扎在时隔一年后，他声称在获得折扣下以20多万令吉将丰田汽车更换为凌志(Lexus)ES250新官车。而旧车则以10万令吉卖给已经退休的前州政府法律顾问。不过有分析指出，凌志ES250型车的官方售价从RM299,888起跳，而丰田2.5L型车的价格是RM196,888。即使购买凌志新车获得4到5万令吉的折扣，州政府可能是以25或26万令吉的价格购买，而州政府在使用了1年的情况下把丰田的价格折半卖出，实际上与最初宣称为了节省开支的目的背道而驰。霹雳州希盟青年团随着批评霹雳州务大臣阿末法依扎花费20万换新官车的行为「自私和浪费公帑」。

### 对待原住民土地
阿末法依扎自从担任霹雳州务大臣以来，就一直对原住民部落持批评态度。2018年11月23日，阿末法依扎发表声明说，原住民应该在寻求援助之前改善自己 。2019年7月29日，阿末法依扎声称，根据州宪法，原住民没有对习俗土地（Tanah Adat）的定义或承认。代表原住民的非政府组织JPOAJ随着将阿末法依扎的言论标签为「反原住民」，并敦促首相马哈迪·莫哈末将他撤职。更有一个原住民组织JKOASM同样指责霹雳州务大臣「不尊重」有关社区和违背希盟竞选宣言。8月7日，阿末法依扎辩称，对于他不承认原住民权益的指责是错误的，并指出霹雳州宪法沒有习俗土地（Tanah Adat）的术语，有关问题还有待协商，而在接到有原住民投诉有伐木商在他们的土地后，他已下令停止所有争议地区的伐木活动。霹雳州原住民随后就州政府不愿批准习俗土地一事而发起诉讼。在他执政期间，许多原住民居民因抗议州政府决定征用他们的土地进行伐木活动而被捕。

### 担任首相特别顾问的工作表现
2021年8月5日，首相慕尤丁任命阿末法依扎为首相署的部长级特别顾问，但于同年8月16日因慕尤丁的下台而被辞去职位。他上任后唯一引起关注的事件，是在抖音上传他在办公室吃咖喱面和进行评分的视频，结果引起民间批评。
同年9月14日，时任首相依斯迈沙比里在国会下议院问答环节回应民主行动党甲洞国会议员林立迎提问有关阿末法依扎担任顾问的薪水数额和政府福利时透露，他的工资是按比例支付的，并获得一笔2万7000令吉的赔偿服务金，但不涉及支付退休金。该项宣布马上引起了舆论质疑与诟病。阿末法依扎随后于9月19日向公众承诺，他会将其特别顾问的薪水全部捐赠给COVID-19基金，并表示不介意针对他领巨额薪水和吃咖喱面的批评。霹雳州反对党领袖阿都阿兹巴里继续批评他将薪水捐赠给COVID-19基金的举动是在作秀，并不会因此停止批评，反而会招来民众的反感。

### 2021年水灾工作表现

#### 举办救灾仪式遭批评
2021年马来西亚遭受洪水危机时，阿末法依扎于12月19日举行一场启动青年及体育部的救援志愿者仪式，引起网民批评是在作秀，并敦促政府在没有任何仪式的情况下立即向洪水灾民提供援助。他后来接受《马来西亚前锋报》采访时解释称，该仪式错误地被称为启动仪式，实际上是宣布他的部门组织水灾后清理工作的志愿者。他指出发生混乱的原因是他的部门的一名不具名成员在志愿者招募计划中错误使用了「启动仪式」这个词。

#### 出国渡假
2021年12月22日，阿末法依扎被指责放弃在洪灾中的工作前往阿拉伯联合酋长国迪拜与家人度假。首相依斯迈沙比里于12月24日宣布，鉴于接到公众强烈的反对后，已下令所有在海外渡假的内阁部长取消假期并立刻回国。而还没有去渡假的内阁成员，依斯迈沙礼下令所有部门和政府机构的成员取消假期，直到水灾问题结束，即日生效。阿末法依扎后来接受Utusan TV视频会议时解释，他与两年没有见面的两个儿子相约在迪拜会面，因为后者正在英国留学。但在12小时后，他因国内灾情匆匆回国。

#### 疑似违反防疫规定
阿末法依扎被指责在雪兰莪遭受洪灾危机时出国渡假12小时后回国。后来，他被发现在回国5天后出现在雪兰莪万津现场帮助受水灾影响的灾民，引起舆论质疑马来西亚卫生部采取双重标准。因为自COVID-19大流行以来，卫生部规定从海外归国人员必须接受为期7天的强制隔离。不过阿末法依扎解释，他从迪拜回国后没有违反强制隔离措施。卫生部长凯里·嘉马鲁丁于12月28日的一场发布会上简短回应相关指控时宣称，阿末法依扎从海外回国后已相应地完成了隔离措施。霹雳州公正党乌鲁近打州议员莫哈末阿拉法批评卫生部随意更改海外归国人员的隔离标准程序，要求卫生部作出解释。他也对此提出挑战，要求卫生部出示阿末法依扎的隔离证明和确认信函。

### 对比赛结果出言不逊
2022年6月13日，由于马来西亚足球队在武吉加里尔国家体育场的比赛输给巴林，阿末法依扎在推特上怪罪马来西亚球迷的吶喊聲影响了球員們的註意力，導致球隊錯失了進球的機會，之后再指责守门员的表现失误是导致输球的因素，引起支持者的强烈反对。更有球迷于6月14日在现场拉起讽刺布条来表达对他的不满。他对此为自己的言论二度公开道歉。

## 选举成绩
| 年份 | 选区           | 候选人 | 候选人                   | 得票数 | 得票率 | 竞选对手                   | 竞选对手                    | 得票数 | 得票率 | 总票数  | 多数票 | 投票率 |
| ---- | -------------- | ------ | ------------------------ | ------ | ------ | -------------------------- | --------------------------- | ------ | ------ | ------- | ------ | ------ |
| 2018 | 霹靂 P063 打扪 |        | 阿末法依扎（土著团结党） | 38,661 | 44.46% |                            | 阿末胡斯尼（巫统）          | 33,341 | 38.35% | 88,920  | 5,320  | 82.51% |
| 2018 | 霹靂 P063 打扪 |        | 阿末法依扎（土著团结党） | 38,661 | 44.46% | 莫哈末祖基菲里（伊斯兰党） | 14,948                      | 17.19% |        | 88,920  | 5,320  | 82.51% |
| 2022 | 霹靂 P063 打扪 |        | 阿末法依扎（土著团结党） | 45,889 | 36.78% |                            | 安华·依布拉欣（人民公正党） | 49,625 | 39.77% | 126,138 | 3,736  | 78.52% |
| 2022 | 霹靂 P063 打扪 |        | 阿末法依扎（土著团结党） | 45,889 | 36.78% | 阿米鲁丁哈纳费（巫统）     | 28,140                      | 22.55% |        | 126,138 | 3,736  | 78.52% |
| 2022 | 霹靂 P063 打扪 |        | 阿末法依扎（土著团结党） | 45,889 | 36.78% | 阿都拉欣达希尔（斗士党）   | 1,115                       | 0.89%  |        | 126,138 | 3,736  | 78.52% |

| 年份 | 选区       | 候选人 | 候选人                   | 得票数 | 得票率 | 竞选对手             | 竞选对手           | 得票数 | 得票率 | 总票数 | 多数票 | 投票率 |
| ---- | ---------- | ------ | ------------------------ | ------ | ------ | -------------------- | ------------------ | ------ | ------ | ------ | ------ | ------ |
| 2018 | N47 积莪营 |        | 阿末法依扎（土著团结党） | 7,662  | 33.90% |                      | 钟燊庆（马华公会） | 7,623  | 33.70% | 17,441 | 39     | 77.20% |
| 2018 | N47 积莪营 |        | 阿末法依扎（土著团结党） | 7,662  | 33.90% | 诺丁哈山（伊斯兰党） | 1,735              | 7.70%  |        | 17,441 | 39     | 77.20% |

## 封衔
- 霹靂 :
  -  霹雳王冠斯里勋章 (SPMP) – '拿督斯里 (2018)[51]
  -  霹雳王冠成员勋章 (AMP)

## 备注
1. ↑  2名巫统议员和代表议席分别是诺丽阿诗林（督亚冷塞卡）和再诺法兹（双溪马立）